# Mamyr Stash
Mamyr Basam Stash –em russo, Мамыр Басам Сташ– (Maikop, 4 de maio de 1993) é um desportista russo que compete no ciclismo nas modalidades de pista e rota.
Ganhou uma medalha de bronze no Campeonato Europeu de Ciclismo em Pista de 2017, na prova de perseguição por equipas.

## Medalheiro internacional
| Campeonato Europeu | Campeonato Europeu | Campeonato Europeu | Campeonato Europeu      |
| Ano                | Lugar              | Medalha            | Competição              |
| ------------------ | ------------------ | ------------------ | ----------------------- |
| 2017               | Berlim ( Alemanha) | Medalha de bronze  | Perseguição por equipas |

## Palmarés
2013
- 1 etapa do Grande Prêmio de Adigueia

2014
- Central European Tour Szerencs-Ibrany
- 2 etapas do Tour do Cáucaso

2017
- 1 etapa da Flèche du Sud

2018
- 1 etapa da Carreira da Solidariedade e dos Campeões Olímpicos

2020
- Grande Prêmio de Gazipaşa